# الدوري النيجيري للمحترفين
دوري كرة القدم النيجيري للمحترفين هو دوري كرة القدم الأعلى في جمهورية نيجيريا الاتحادية، تأسس سنة 1972 ويعتبر من بين أقوى الدوريات الأفريقية. عانى الدوري النيجيري مثل العديد من الدوريات الأخرى من العبء المالي وتقلص الموارد المالية منذ أواخر العقد الأول من القرن الحادي والعشرين.

## سجل المتوجين باللقب
- 1972: مايتي جيتس
- 1973: بيندل إنشورانس
- 1974: إينوغو رينجرز
- 1975: إينوغو رينجرز
- 1976: شوتينغ ستارز (إبادان)
- 1977: إينوغو رينجرز
- 1978: Racca Rovers (Kano)
- 1979: بيندل إنشورانس)
- 1980: شوتينغ ستارز (إبادان)
- 1981: إينوغو رينجرز
- 1982: إينوغو رينجرز
- 1983: [[شوتينغ ستارز] (إبادان)
- 1984: إينوغو رينجرز
- 1985: New Nigeria Bank (بنين (مدينة))
- 1986: ليفينتس يونايتد (إبادان)
- 1987: نادي هارتلاند
- 1988: نادي هارتلاند
- 1989: نادي هارتلاند
- 1990: نادي هارتلاند
- 1991: Julius Berger (Lagos)
- 1992: ستشينرى ستورز (Lagos)
- 1993: نادي هارتلاند
- 1994: BCC Lions (Gboko)
- 1995: شوتينغ ستارز (إبادان)
- 1996: Udoji United (اوكا)
- 1997: Eagle Cement (بورت هاركورت)
- 1998: 3SC Shooting Stars (إبادان)
- 1999: Lobi Stars (Makurdi)
- 2000: Julius Berger (Lagos)
- 2001: إنييمبا
- 2002: إنييمبا
- 2003: إنييمبا
- 2004: Dolphin (بورت هاركورت)
- 2005: إنييمبا
- 2006: Ocean Boys (Brass)
- 2007: إنييمبا
- 2008: Kano Pillars (Kano)
- 2009: Bayelsa United (Yenegoa)
- 2010: Enyimba (Aba)
- 2011: Dolphin (بورت هاركورت)
- 2012: Kano Pillars (Kano)
- 2013: Kano Pillars (Kano)
- 2014: Kano Pillars (Kano)
- 2015: Enyimba (Aba)
- 2016: Rangers International (إنوغو)
- 2017: بلاتيو يونايتد (جوس)
- 2018: انتهى الدوري بعد 24 يوم من المباريات'
- 2019: Enyimba (Aba)
- 2019–20: ألغي الدوري بعد 25 يوم من المباريات
- 2020–21: Akwa United (Uyo)
- 2021–22: Rivers United (Port Harcourt)

## حصيلة

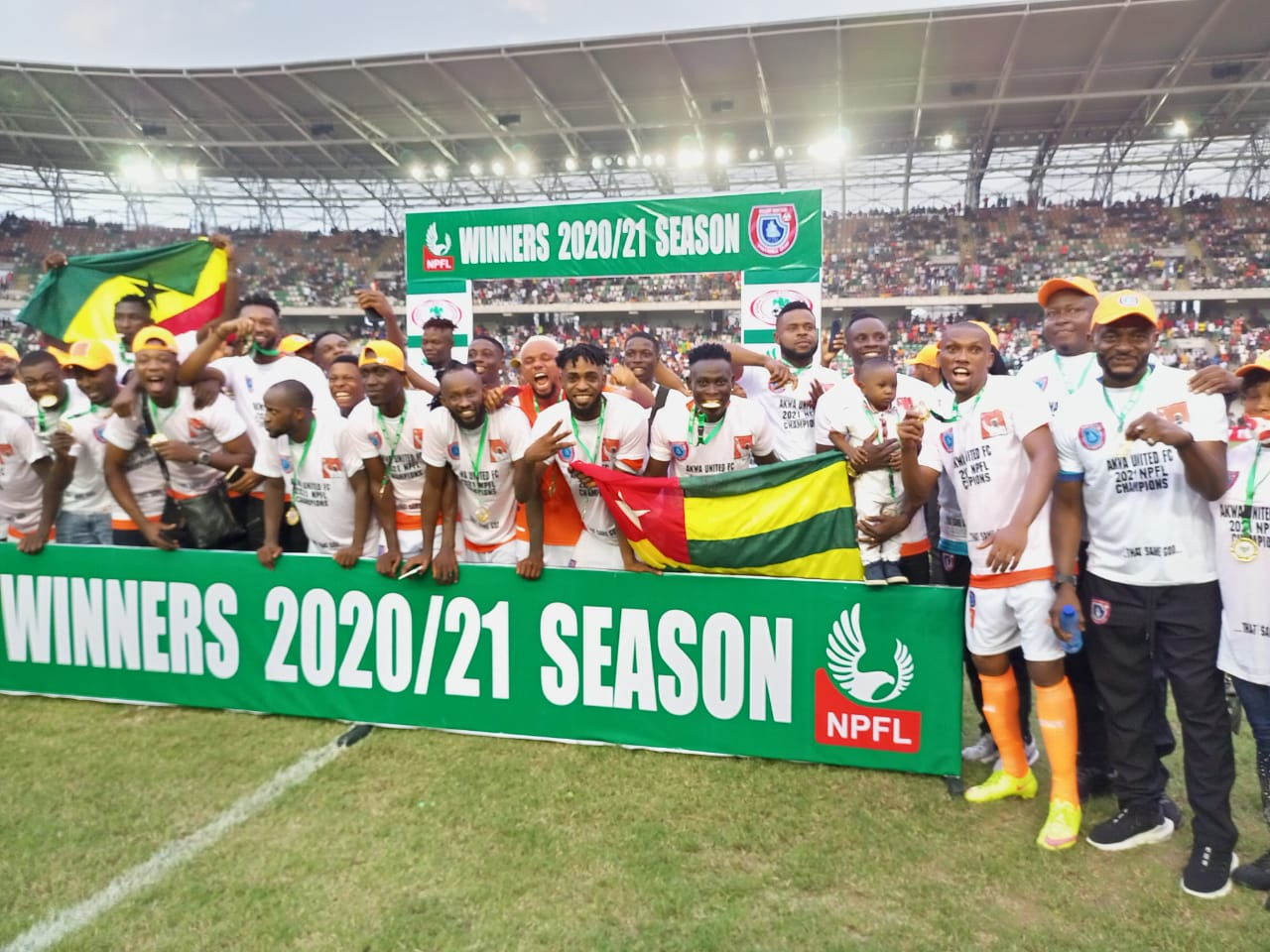
لاعبو أكوا يونايتد يحتفلون بالفوز بلقب دوري المحترفين للمرة الأولى في تاريخ النادي موسم 2020-21